# Limnephilus rhea
Limnephilus rhea là một loài Trichoptera trong họ Limnephilidae. Chúng phân bố ở miền Tân bắc.